# Курусское
Курусское (Курокса) — озеро в Онежском районе Архангельской области, расположенное в 83 км к югу от города Онега, лежит к востоку от более крупного Кожозера. Длина озера равна 3,4 километра, ширина достигает 3,3 километра. Площадь поверхности — 6,6 км². Площадь бассейна — 16,6 км². Расположено на высоте 164 метра над уровнем моря.
Озеро находится в труднодоступной местности, берега сильно заболочены, особенно на севере, где лежит болото Курусский Мох. На юге вытекает река Куруса, приток Поросы, относящаяся к бассейну Белого моря.
С 1992 года входит в состав Кожозерского государственного природного ландшафтного заказника регионального значения.
Код озера в Государственном водном реестре РФ — 03010000111103000001978.